# Kryptopterus cryptopterus
Kryptopterus cryptopterus — вид риб з роду Kryptopterus родини Сомові ряду сомоподібні. Інша назва «сіро-сизий скляний сом».

## Опис
Загальна довжина сягає 14,6 см. Самиці гладкіші за самців, останні більш стрункі. Голова помірно велика. Морда коротка. Очі великі, частково опуклі. Рот доволі широкий. Має 2 довгих вуси на верхній щелепі. Тулуб ланцетоподібний, сильно сплощений з боків. Спинний плавець складається з 1 променя. Грудні плавці невеличкі, проте широкі на кінцях. Анальний плавець доволі довгий. Хвостовий плавець добре розвинений, з великою виїмкою, лопаті короткуваті.
Тулуб напівпрозорий, видно скелет та внутрішні органи. Загалом забарвлення сіро-сизе або сріблясто-сизе. Звідси походить інша назва цього сома.

## Спосіб життя
Зустрічається у річках з великою течією. Тримається середніх шарів води, серед рясної рослинності. Утворює косяки, де мінімум 10 особин. При небезпеці ховається серед каміння, корчів або в інших укриттях. Активна вдень.

## Розповсюдження
Мешкає у водоймах Малаккського півострова, островів Ява, Суматра, Калімантан.